# Robert Wilbrandt

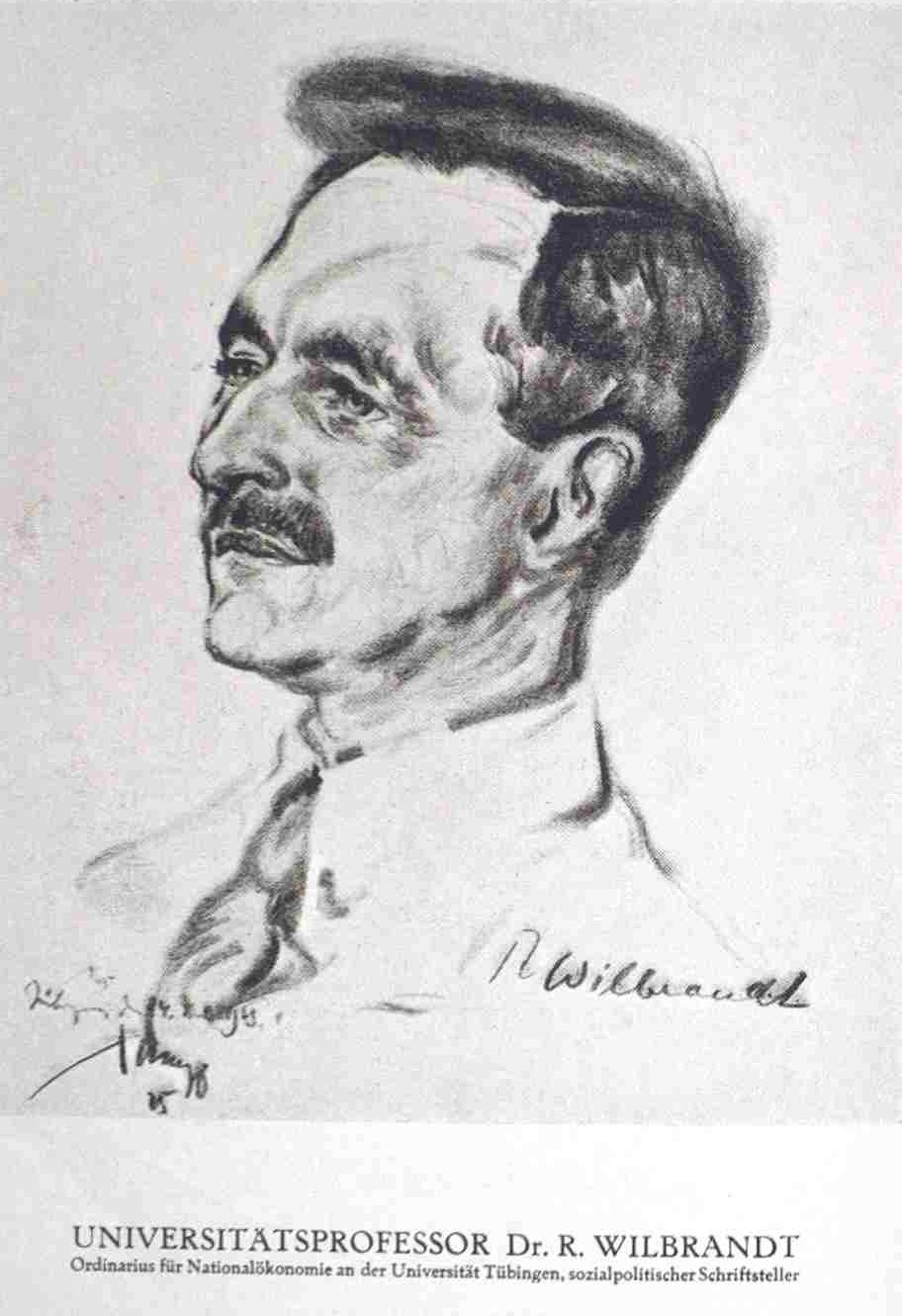
Emil Stumpp Robert Wilbrandt (1926)

Robert Wilbrandt (* 29. August 1875 in Wien, Österreich-Ungarn; † 24. Februar 1954 in Marquartstein) war ein deutscher Wirtschaftswissenschaftler. Er vertrat sozialistische Vorstellungen, war ein Theoretiker des Genossenschaftswesens und gilt als ein Vertreter des Genossenschafts-Sozialismus.

## Familie
Robert Wilbrandt war ein Sohn des Dichters und Direktors des Burgtheaters Adolf Wilbrandt (seit 1884 von Wilbrandt). Seine Mutter war die Hofburgschauspielerin Auguste Wilbrandt-Baudius (geb. Däumel). Er war zweimal verheiratet, ab 1899 mit Lisbeth Koller, ab 1919 mit Ilse Heß. Er hatte fünf Kinder, unter ihnen war der Agrarwissenschaftler Hans Wilbrandt und der Pharmakologe Walther Wilbrandt.

## Leben

### Ausbildung
Nach dem Besuch des Gymnasiums in Wien und Rostock studierte Wilbrandt in Tübingen, Marburg, Straßburg und Berlin. Er hörte Vorlesungen in vielen Fächern (Naturwissenschaften, Philosophie, Nationalökonomie, Geschichte, Philologie). Er gehörte der Burschenschaft Alemannia Marburg an.
Im Jahr 1899 promovierte er bei Wilhelm Dilthey über „Platos Ideenlehre in der Kritik des Aristoteles“. Danach studierte er ab 1900 Sozial- und Wirtschaftswissenschaften. Zwischen 1901 und 1904 lebte er als freier Schriftsteller. In den Jahren 1903 und 1904 unternahm Wilbrandt eine wirtschaftswissenschaftliche Studienreise durch Deutschland.
Wilbrandt habilitierte sich 1904 im Bereich der Volkswirtschaft. Gutachter waren Gustav Schmoller und Max Sering.

### Vorkriegszeit
Anschließend war er Privatdozent in Berlin und hielt auch Kurse an der dortigen Volkshochschule. Im Jahr 1905 wurde er Lehrstuhlvertreter. Im Jahr 1908 wurde er dann ordentlicher Professor für Volkswirtschaftslehre und Finanzwissenschaften in Tübingen.
Als Mitglied im bürgerlichen Verein für Socialpolitik wandte er sich zunehmend der Sozialdemokratie zu. Sein öffentliches Bekenntnis zu dieser politischen Richtung führte 1911 zu einem gewissen öffentlichen Aufsehen, worauf sich Wilbrandt beurlauben ließ. Auf einer Studienreise rund um die Welt besuchte er unter anderem die Vereinigten Staaten und Ostasien. Nach seiner Rückkehr kam es mehrfach zu amtlichen Beschwerden über Wilbrandt, weil dieser angeblich das Ansehen der Universität Tübingen gefährden würde. Eine Verfolgung der Vorwürfe unterblieb angesichts des Ausbruchs des Ersten Weltkrieges.

### Erster Weltkrieg und Revolution
Zwischen 1916 und 1918 leistete Wilbrandt mit Unterbrechungen Kriegsdienst beim stellvertretenden Generalstab in Berlin. Anfang November 1918 wechselte er in die Reichszentrale für Heimatdienst unter Matthias Erzberger. Nach dem Beginn der Novemberrevolution gehörte er dem Reichsamt für wirtschaftliche Demobilmachung an. Außerdem gehörte er seit dem Dezember 1918 der Sozialisierungskommission für den Kohlebergbau an. Mehrfache Gesuche aus Württemberg, seine Lehrtätigkeit in Tübingen wieder aufzunehmen, lehnte er ab, weil er die Tätigkeit in Berlin für wichtiger hielt. Erst im Februar 1919 kehrte er nach Tübingen zurück.

### Weimarer Republik
Dort machte er sich für eine Reform der wirtschaftswissenschaftlichen Ausbildung stark. Seine Vorschläge mündeten schließlich 1923 in einer Musterprüfungsordnung aller volkswirtschaftlichen Studienordnungen an deutschen Universitäten.
Wilbrandt gilt als Katheder-Sozialist, der sich für den Genossenschafts-Sozialismus einsetzte. Hiermit geriet er in Widerspruch zur  christlichen Konsumgenossenschaftsbewegung und ihrem wichtigsten Vertreter Peter Schlack, der dies als Schwärmerei bezeichnete.
Im Jahr 1920 unterzeichnete er einen Aufruf von Universitätslehrern, die zur Teilnahme an der Reichstagswahl aufriefen („Weimarer Aufruf“). Im Jahr 1925 kam es nach einem Vortrag von Emil Julius Gumbel vor der Arbeitsgemeinschaft sozialistischer Akademiker mit dem Titel „Vier Jahre (politischer) Mord“ zu Unruhen, an denen nationalistische Studenten, Reichsbannerleute und andere Personen beteiligt waren („Lustnauer Schlacht“). Wilbrandt war an den Ereignissen im Wesentlichen als Zuschauer beteiligt, wurde aber unter anderem vom damaligen Universitätsrektor für die Ereignisse verantwortlich gemacht. Von der Mehrzahl der Universitätslehrer wurde er seither isoliert. Auch seine Burschenschaft Alemannia distanzierte sich in diesem Zusammenhang von Wilbrandt.
Im Jahr 1929 wechselte er als Professor für Volkswirtschaftslehre und Sozialpolitik an die Technische Hochschule Dresden.

### Zeit des Nationalsozialismus
Wie sein Sohn, der Agrarwissenschaftler Hans Wilbrandt, wurde er nach dem Beginn der Zeit des Nationalsozialismus auf Grundlage des Gesetzes zur Wiederherstellung des Berufsbeamtentums aus dem Hochschuldienst entlassen. Er lebte seit 1934 in Marquartstein in Oberbayern. Eine Berufung in die USA zerschlug sich. In den folgenden Jahren lebte er unter schwierigen finanziellen Bedingungen als freier Schriftsteller.

## Werk
Wilbrandt beschäftigte sich früh mit dem Themenbereich Frau und Wirtschaft. Dazu arbeitete er eng mit Helene Lange und Gertrud Bäumer zusammen. Im Jahr 1902 publizierte er gemeinsam mit Lisbeth Wilbrandt Die deutsche Frau im Beruf als Teil IV des von Lange und Bäumer herausgegebenen Handbuch der Frauenbewegung. Im Jahr 1906 folgte Arbeiterinnenschutz und Heimarbeit. Dabei hatte er vor allem die Weberinnen in Schlesien im Blick. Ebenfalls 1906 veröffentlichte er die Schrift Die Frauenarbeit, ein Problem des Kapitalismus.
Wilbrandt gehörte zunächst der historischen Schule der Nationalökonomie an. Seine Antrittsvorlesung hielt er 1909 über „Karl Marx. Die Geschichte seiner Weltanschauung“. Ausgehend von dem Thema der Frauenarbeit kam Wilbrandt zu dezidiert sozialistischen Theorien. Dabei knüpfte er zwar an Karl Marx an, wich aber in einigen Bereichen, etwa in der Frage des Genossenschaftswesens, von diesem ab. 1913 veröffentlichte er Die Bedeutung der Konsumgenossenschaften. Im Jahr 1918 schrieb er das Buch Karl Marx – Versuch einer Würdigung, das nach 1933 zu den verbrannten Büchern gehören sollte. Es folgte 1919 die Schrift Sozialismus.  Im Jahr 1924 erschien seine Einführung in die Volkswirtschaftslehre in vier Teilen. Ein Jahr später erschien Entwicklungslinien des Sozialismus. Hinzu kamen zahlreiche weitere kleinere Beiträge etwa für das Internationale Handwörterbuch des Genossenschaftswesens. Nach seiner Entlassung aus dem Hochschuldienst schrieb er an seinem Hauptwerk. Dieses erschien 1937 unter dem Titel Vom Leben der Wirtschaft. Des Weiteren schrieb er eine Biographie seines Vaters und eine Autobiographie.

## Veröffentlichungen (Auswahl)
- Die Frauenarbeit. Ein Problem des Kapitalismus, Leipzig 1906.
- Als Nationalökonom um die Welt, Jena 1913.
- Karl Marx. Versuch einer Einführung, Leipzig 1918.
- Sozialismus, Jena 1919.
- Die Entwicklungslinie des Sozialismus, Lepzuig 1925.
- Der Alkoholismus als Problem der Volkswirtschaft, 3., verb. u. erw. Aufl., Stuttgart 1926.
- Unsere Volkswirtschaft heute und morgen. Eine praktische Volkswirtschaftslehre für jeden Deutschen, Berlin 1930.
- Konsum-Genossenschaften, 2. verbesserte Auflage, Stuttgart 1932.
- Mein Vater Adolf Wilbrandt. Zu seinem 100. Geburtstag, Berlin, Wien, Zürich 1937.
- Ihr glücklichen Augen. Lebenserinnerungen, Stuttgart 1947.
- Aufbruch zum Weltbundesstaat, 2. verbesserte Auflage, Stuttgart 1947.